# Associazione Calcio Entella Bacezza 1987-1988
Questa voce raccoglie le informazioni riguardanti l'Associazione Calcio Entella Bacezza nelle competizioni ufficiali della stagione 1987-1988.

## Divise e sponsor
| 1ª divisa | 2ª divisa |

## Rosa
| N. |                   | Ruolo | Calciatore            |
| -- | ----------------- | ----- | --------------------- |
|    | Italia (bandiera) |       | Bernardi              |
|    | Italia (bandiera) | P     | Enzo Biato            |
|    | Italia (bandiera) | C     | Roberto Cappanelli    |
|    | Italia (bandiera) | C     | Paolo Capurro         |
|    | Italia (bandiera) | C     | Dario Catena          |
|    | Italia (bandiera) | A     | Nicola Cavestro       |
|    | Italia (bandiera) | C     | Maurizio Cerasa       |
|    | Italia (bandiera) | D     | Gian Marco Costantino |
|    | Italia (bandiera) | A     | Damiano Farina        |
|    | Italia (bandiera) | D     | Luca Gandolfo         |
|    | Italia (bandiera) | D     | Fabrizio Gozzi        |
|    | Italia (bandiera) | D     | Alberto Mariani       |

| N. |                   | Ruolo | Calciatore         |
| -- | ----------------- | ----- | ------------------ |
|    | Italia (bandiera) | C     | Matteo Matteazzi   |
|    | Italia (bandiera) |       | Monaldo            |
|    | Italia (bandiera) | D     | Claudio Moro       |
|    | Italia (bandiera) | P     | Enrico Nicoli      |
|    | Italia (bandiera) |       | Piccini            |
|    | Italia (bandiera) |       | Sabanelli          |
|    | Italia (bandiera) | C     | Aniello Sannino    |
|    | Italia (bandiera) | C     | Giuseppe Sannino   |
|    | Italia (bandiera) | C     | Carlo Venè         |
|    | Italia (bandiera) | C     | Alessandro Zaccolo |

## Risultati

### Campionato

#### Girone di andata
| 20 settembre 1987 1ª giornata | Entella Bacezza | 1 – 1 | Rondinella |  |

| 27 settembre 1987 2ª giornata | Cuoiopelli | 0 – 0 | Entella Bacezza |  |

| 4 ottobre 1987 3ª giornata | Entella Bacezza | 0 – 0 | Massese |  |

| 11 ottobre 1987 4ª giornata | Sarzanese | 2 – 1 | Entella Bacezza |  |

| 18 ottobre 1987 5ª giornata | Entella Bacezza | 2 – 0 | Tempio |  |

| 25 ottobre 1987 6ª giornata | Pontedera | 1 – 1 | Entella Bacezza |  |

| 1º novembre 1987 7ª giornata | Carbonia | 1 – 1 | Entella Bacezza |  |

| 8 novembre 1987 8ª giornata | Entella Bacezza | 0 – 0 | Montevarchi |  |

| 15 novembre 1987 9ª giornata | Pistoiese | 0 – 1 | Entella Bacezza |  |

| 22 novembre 1987 10ª giornata | Entella Bacezza | 0 – 0 | Sorso |  |

| 29 novembre 1987 11ª giornata | Pro Vercelli | 1 – 0 | Entella Bacezza |  |

| 6 dicembre 1987 12ª giornata | Entella Bacezza | 0 – 0 | Olbia |  |

| 13 dicembre 1987 13ª giornata | Siena | 1 – 0 | Entella Bacezza |  |

| 20 dicembre 1987 14ª giornata | Entella Bacezza | 0 – 0 | Carrarese |  |

| 3 gennaio 1987 15ª giornata | Entella Bacezza | 3 – 0 | Civitavecchia |  |

| 10 gennaio 1988 16ª giornata | Saviglianese | 1 – 0 | Entella Bacezza |  |

| 17 gennaio 1988 17ª giornata | Entella Bacezza | 1 – 2 | Lodigiani |  |

#### Girone di ritorno
| 24 gennaio 1988 18ª giornata | Rondinella | 1 – 0 | Entella Bacezza |  |

| 31 gennaio 1988 19ª giornata | Entella Bacezza | 1 – 0 | Cuoiopelli |  |

| 7 febbraio 1988 20ª giornata | Massese | 1 – 0 | Entella Bacezza |  |

| 21 febbraio 1988 21ª giornata | Entella Bacezza | 0 – 0 | Sarzanese |  |

| 28 febbraio 1988 22ª giornata | Tempio | 1 – 0 | Entella Bacezza |  |

| 6 marzo 1988 23ª giornata | Entella Bacezza | 2 – 2 | Pontedera |  |

| 13 marzo 1988 24ª giornata | Entella Bacezza | 1 – 1 | Carbonia |  |

| 20 marzo 1988 25ª giornata | Montevarchi | 0 – 0 | Entella Bacezza |  |

| 2 aprile 1988 26ª giornata | Entella Bacezza | 0 – 0 | Pistoiese |  |

| 10 aprile 1988 27ª giornata | Sorso | 2 – 1 | Entella Bacezza |  |

| 17 aprile 1988 28ª giornata | Entella Bacezza | 1 – 0 | Pro Vercelli |  |

| 24 aprile 1988 29ª giornata | Olbia | 0 – 1 | Entella Bacezza |  |

| 8 maggio 1988 30ª giornata | Entella Bacezza | 1 – 0 | Siena |  |

| 15 maggio 1988 31ª giornata | Carrarese | 2 – 0 | Entella Bacezza |  |

| 22 maggio 1988 32ª giornata | Civitavecchia | 0 – 0 | Entella Bacezza |  |

| 29 maggio 1988 33ª giornata | Entella Bacezza | 1 – 0 | Saviglianese |  |

| 5 giugno 1988 34ª giornata | Lodigiani | 2 – 1 | Entella Bacezza |  |